# Могилёв-Подольский завод газового оборудования и приборов
Могилёв-Подольский завод газового оборудования и приборов — промышленное предприятие в западной части города Могилёв-Подольский Могилёв-Подольского района Винницкой области Украины.

## История

### 1944 - 1991
После начала Великой Отечественной войны с 23 июня 1941 года начались воздушные бомбардировки города. 
4 июля советские войска отступили на левый берег Днестра, 7 июля 1941 года начались бои за Могилёв-Подольский. 19 июля 1941 года он был оккупирован немецко-румынскими войсками и включён в состав Румынии. Перед отступлением гитлеровцев все промышленные предприятия города были разрушены. 19 марта 1944 года город был освобождён советскими войсками. В дальнейшем, началось восстановление городского хозяйства.
В 1944 году в городе была создана и начала работать производственная артель "Червоний металіст", работники которой производили гвозди, подковы, сельхозинструмент и иные металлоизделия, а также ремонтировали механические часы и будильники. После окончания войны на базе артели был создан Могилёв-Подольский металлообрабатывающий завод "Металлист". В соответствии с семилетним планом развития народного хозяйства СССР (1959 - 1965 гг.) завод был полностью переоснащён новым оборудованием и в 1965 году - преобразован в Могилёв-Подольский ремонтно-механический завод. С этого времени специализацией предприятия стало изготовление коммунального оборудования.
В 1969 году промышленные предприятия города были подключены к единой энергосистеме СССР.
В целом, в советское время завод входил в число ведущих предприятий города.

### После 1991
После провозглашения независимости Украины государственное предприятие было преобразовано в открытое акционерное общество. В условиях разрыва хозяйственных связей и экономического кризиса 1990х годов положение предприятия осложнилось, основной продукцией завода стал выпуск газового оборудования (клапаны, фильтры, инструменты для измерения и регулирования давления газа в системах газоснабжения, газораспределительные установки и др.) и он был переименован в "Могилёв-Подольский завод газового оборудования и приборов".
В мае 1995 года Кабинет министров Украины утвердил решение о приватизации завода.
Начавшийся в 2008 году экономический кризис ухудшил положение предприятия, но в 2012 году его положение стабилизировалось - несмотря на сокращение объемов производства промышленного оборудования, завод возобновил производство отопительных котлов и колосников, а кроме того, освоил в 2012 году изготовление тротуарной плитки.
В сентябре 2012 года имела место попытка рейдерского захвата завода.
После победы Евромайдана и начала боевых действий на востоке Украины весной 2014 года отношения между Украиной и Россией осложнились, цены на природный газ увеличились, начался переход на использование твердотопливных отопительных установок, что привело к сокращению спроса на оборудование для газораспределительных сетей.
В результате, положение завода вновь ухудшилось. 18 мая 2015 года хозяйственный суд Винницкой области возбудил дело № 902/699/15 о банкротстве завода газового оборудования и приборов.

## Дополнительная информация
В советское время в состав завода входили четыре основных производственных участка (подготовительный, механической обработки деталей, литейный, сборочный) и четыре вспомогательных участка (инструментальный, ремонтно-механический, строительный, энергетический), а также административные, служебные, подсобные и складские помещения.